# Tomasz Kuszczak
  Tomasz Kuszczak    (Krosno Odrzańskie, 20 de març de 1982), és un futbolista professional polonès que jugava com a porter. Kuszczak, també va jugar per la selecció de Polònia entre 2003 i 2012.